# Загибель «Орла»
«Загибель „Орла“» — радянський художній фільм, знятий в 1940 році режисером Василем Журавльовим за оповіданням К. Д. Золотовського «Капітан Лаце».

## Сюжет
Екіпаж судна «Камбала» з інтересом стежить за розвитком сюжету повісті автора Ігнатія Бивалого, що друкується в журналі «Епроновець». У ній розповідається про загадкове зникнення пароплава «Орел», що вийшов під командою капітана Чистякова з Новоросійська перед самим заняттям його червоними восени 1920 року. Інтерес не випадковий, особливо якщо врахувати, що капітан «Камбали» Михайло Груздєв колись був боцманом на «Орлі», Ігнатій Бивалий — псевдонім суднового лікаря Свєтлова, а один з синів капітана Чистякова, що вважався загиблим в Громадянську війну, прибув на «Камбалу» для участі в пошуках і підйомі судна.

## У ролях
- Микола Анненков —  капітан Чистяков
- Віктор Громов —  капітан Груздєв
- Сергій Столяров —  Федір Чистяков
- Михайло Трояновський —  лікар
- Сергій Комаров —  сторож порту
- Лев Фенін —  білогвардійський генерал
- Андрій Файт —  контррозвідник
- Петро Соболевський —  Пильнов
- Микола Горлов —  кок
- Іван Бобров —  кочегар
- Віктор Шепель —  Сашенька
- Петро Киричек —  співаючий моряк
- Олександр Гречаний —  боцман «Орла»

## Знімальна група
- Режисер: Василь Журавльов
- Сценарист: Георгій Гребнер
- Оператор-постановник: Юлій Фогельман
- Композитори: Вано Мураделі, Давид Блок
- Художник: Юрій Швець
- Оператор: Сергій Урусевський
- Звукооператори: Володимир Дмитрієв, І. Писарєв
- Асистент оператора: Павло Крашенинников
- Гример: А. Іванов
- Звукооформлювач: К. Ковальський
- Помічник режисера: Б. Курліков
- Директор: Г. Лукін
- Адміністратори: А. Дем'яненко, М. Родін